# Unione italiana lavoratori della chimica, energia e manifatturiero
L'Unione italiana lavoratori della chimica, energia e manifatturiero (UILCEM) è stata la federazione sindacale dei lavoratori delle imprese operanti nei settori industriali della chimica energia e manifatturiero che faceva capo alla Confederazione della Unione Italiana del Lavoro (UIL).
La UILCEM si è sciolta il 24 gennaio 2013.

## Storia
La storia della UILCEM trae le sue origini nella fondazione nel 1962 della UILCID, sindacato di categoria che organizzava i lavoratori della chimica, farmaceutica, mineraria, della gomma, delle materie plastiche della concia e delle lampade.
Il 15 gennaio 1973, sulla base del patto federativo tra Cgil, Cisl e Uil, si formò la FULC Federazione unitaria lavoratori chimici, cui oltre la UILCID parteciparono la Federazione italiana lavoratori della chimica, dell'energia e delle manifatture (FILCEM) per la CGIL, Federazione energia, moda, chimica e affini (FEMCA) per la CISL. L'unione si ridusse ad un mero coordinamento fra le tre sigle confederali e scemò subito nei primi anni attenuandosi fino al definitivo scioglimento negli anni ottanta.
Tra il 26 e il 29 settembre 1989 a Grado si svolgono contemporaneamente i congressi della UILPEM, che organizzava i lavoratori del settore petrolifero, e della UILCID con l'intenzione di individuare il percorso che avrebbe portato all'unificazione delle due organizzazioni. L'unificazione non ha luogo ma il congresso della UILPEM svoltosi a Gubbio dal 30 marzo al 1º aprile 1993 conferma le decisioni prese a Grado. A seguito di tale deliberazione, a fine novembre 1993, viene sottoscritto il documento indicante il percorso di unificazione che, il 12 aprile 1994, porterà alla nascita della UILCER. Non passa molto tempo e nel gennaio 1998 la UILCER prova a fondersi con la UILSP, il sindacato rappresentativo dei lavoratori pubblici. Il tentativo avrà successo il 25 marzo 1999 portando alla nascita della UILCEM nella sua forma attuale.
Segretari generali della Uilcem sono stati:
- Romano Bellissima 1999-2006
- Augusto Pascucci 2006-2012

Nell'ultimo periodo la Uilcem è stata retta da Carmelo Barbagallo (segretario confederale con delega all'organizzazione della UIL) con funzioni di  commissario. 
Il 24 gennaio 2013 si è celebrato a Fiuggi il congresso straordinario di scioglimento della UILCEM, per la fusione con il sindacato dei tessili e abbigliamento UILTA.

### La UILTEC
Il 25 gennaio 2013, sempre a Fiuggi, si è celebrato il congresso costitutivo dell'Unione italiana lavoratori del tessile, energia e chimica  (UILTEC) che ha sancito la fusione in un'unica federazione della UILCEM e della  UILTA.

## Settori
Lo specchio di rappresentatività della UILCEM copre molti settori. Le tre categorie principali indicate nel nome (chimica, energia e manifatturiero) in realtà sottendono i lavoratori delle imprese nei campi:
- chimica
  - produzione idrocarburi
  - raffinazione idrocarburi
  - sintesi e produzione principi attivi farmacologici e specialità farmaceutiche
- energia
  - fornitura gas e combustibili
  - fornitura energia elettrica
  - gestione del servizio idrico integrato
- manifatturiero
  - gomma
  - plastica
  - vetro
  - piastrelle
  - concia
  - lampade

La UILCEM rappresenta quindi sia lavoratori del settore privato che lavoratori del settore pubblico. Infatti, molte delle aziende del settore dei servizi idrici (acquedotti, fognature e depurazione) sono società municipalizzate solo in parte privatizzate. Il settore della chimica è il primo settore per fatturato in Europa, e copre circa il 30% degli occupati dell'industria in Italia. Ad eccezione del settore metalmeccanico, di cui si occupa nella stessa confederazione la UILM, la UILCEM copre quindi quasi tutto lo spettro delle altre produzioni nazionali.

## Affiliazioni internazionali
La UILCEM a livello europeo aderisce all'EMCEF (European Mine, Chemical and Energy Workers' Federation), la federazione europea dei lavoratori minerari, chimici ed energetici.
Aderisce a livello internazionale all'ICEM (International Federation of Chemical, Energy, Mine and General Workers' Unions), la federazione internazionale dei sindacati dei lavoratori chimici, energetici, minerari e manifatturieri.